# Santa Maria de Montsonís
Santa Maria de Montsonís és una església del municipi de Foradada (Noguera) protegida com a bé cultural d'interès local.

## Descripció
L'església parroquial de Montsonís està emplaçada al nord del nucli de Montsonís, situat al vessant de llevant de la serra del mateix nom, a prop de l'entrada del congost del Salgar al nord i dominant la vall d'Artesa de Segre.
Es tracta d'un edifici de planta rectangular adossat al vessant sud-oest del castell de Montsonís, que consisteix en una església d'una sola nau, orientada de nord-oest a sud-est, amb capelles laterals adossades a la façana sud-oest, capçalera recta, campanar d'espadanya i façana d'accés que afronta amb la plaça de l'Església, adjacent a la del castell, al sud-est. Està construït majoritàriament amb maçoneria de pedra irregular lligada amb abundant morter de calç i sorra mentre que les cantonades estan fetes amb carreus rectangulars de gres que configuren una cadena vertical. La teulada és a doble vessant amb el carener longitudinal i ràfec disposat en tres nivells de maó i teula.
La façana principal té l'únic accés, que consisteix en una portalada d'arc de mig punt de dovelles amb un escut d'armes a la clau i la data de 1787. A mitjana alçada i sobre la porta hi ha obert un rosetó sense cap mena d'ornamentació i la façana és rematada amb l'espadanya feta amb carreus de pedra, de dos ulls d'arc de mig punt, i coronada amb motius decoratius d'esfera flamígera als flancs i un cor invertit amb un remat esfèric a sobre. Els relleus decoratius d'aquesta espadanya es troben molt erosionats.
L'interior es resol amb quatre trams de volta de quasi crueria separats per arcs torals. El primer tram comunica a la dreta amb el castell i el segon i tercer a l'esquerra amb les capelles laterals. Al fons de la capçalera rectangular, s'obre la sagristia adossada al cantó nord-oest.

## Història
A la fi del s. XI el castell de Montsonís pertanyia als vescomtes d'Àger, hereus d'Arnau Mir de Tost. El 1131, el vescomte Guerau Ponç II de Cabrera feu donació del castell i el seu terme a l'abadia de Sant Pere d'Àger. Des del segle xi l'edifici que complia les funcions de parròquia de Montsonís era l'antiga església romànica de Santa Maria o Sant Urbà (núm. 22225), que va estar subjecta a l'arxiprestat d'Àger fins a 1783-84.
En aquesta època, el deteriorament de l'edifici romànic recomanà bastir una nova església adossada al castell i abandonar la vella. La nova església parroquial, possiblement construïda sobre l'antiga església del castell, entrà en funcionament des de finals del segle xviii.